# Mala Semilla
Mala Semilla es un dúo pionero del Hip Hop argentino que nace en Rosario en 1995, integrado por DJ ADN y DJ Noi5e, este último, conocido años después como Payador Urbano (TextoPerfectoPay). Durante una fase inicial, en presentaciones y grabaciones puntuales, sumó el aporte vocal de El Inquisidor (Jota El Lobo).
Con más de dos décadas de trayectoria, Mala Semilla es, según un artículo originalmente publicado por Rolling Stone y reproducido por La Nación, “uno de los grupos de rap rosarino con más historia”. Consecuentemente, su trabajo artístico ha influido en el desarrollo del género en la región.

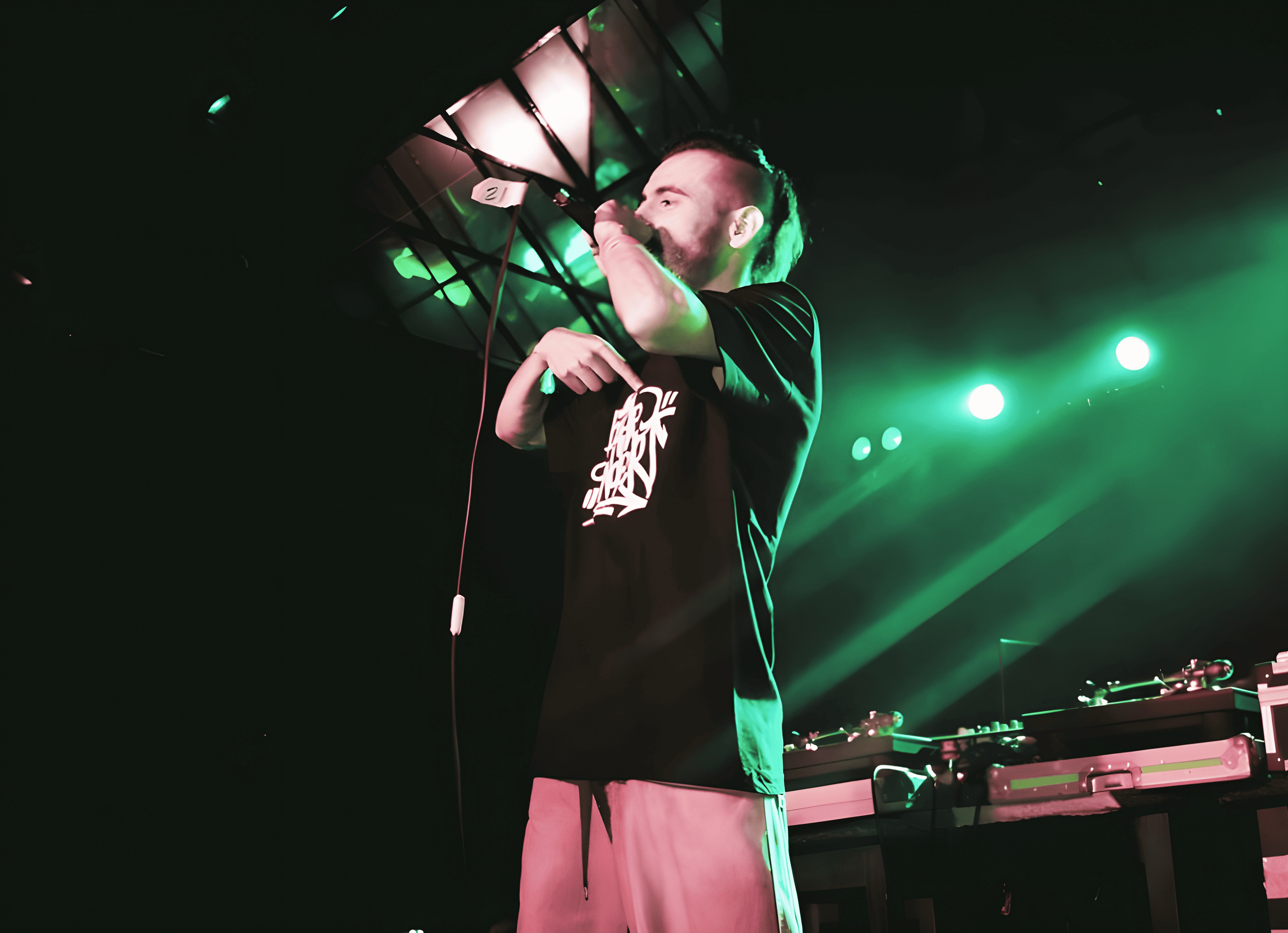
TextoPerfectoPay en pleno show.

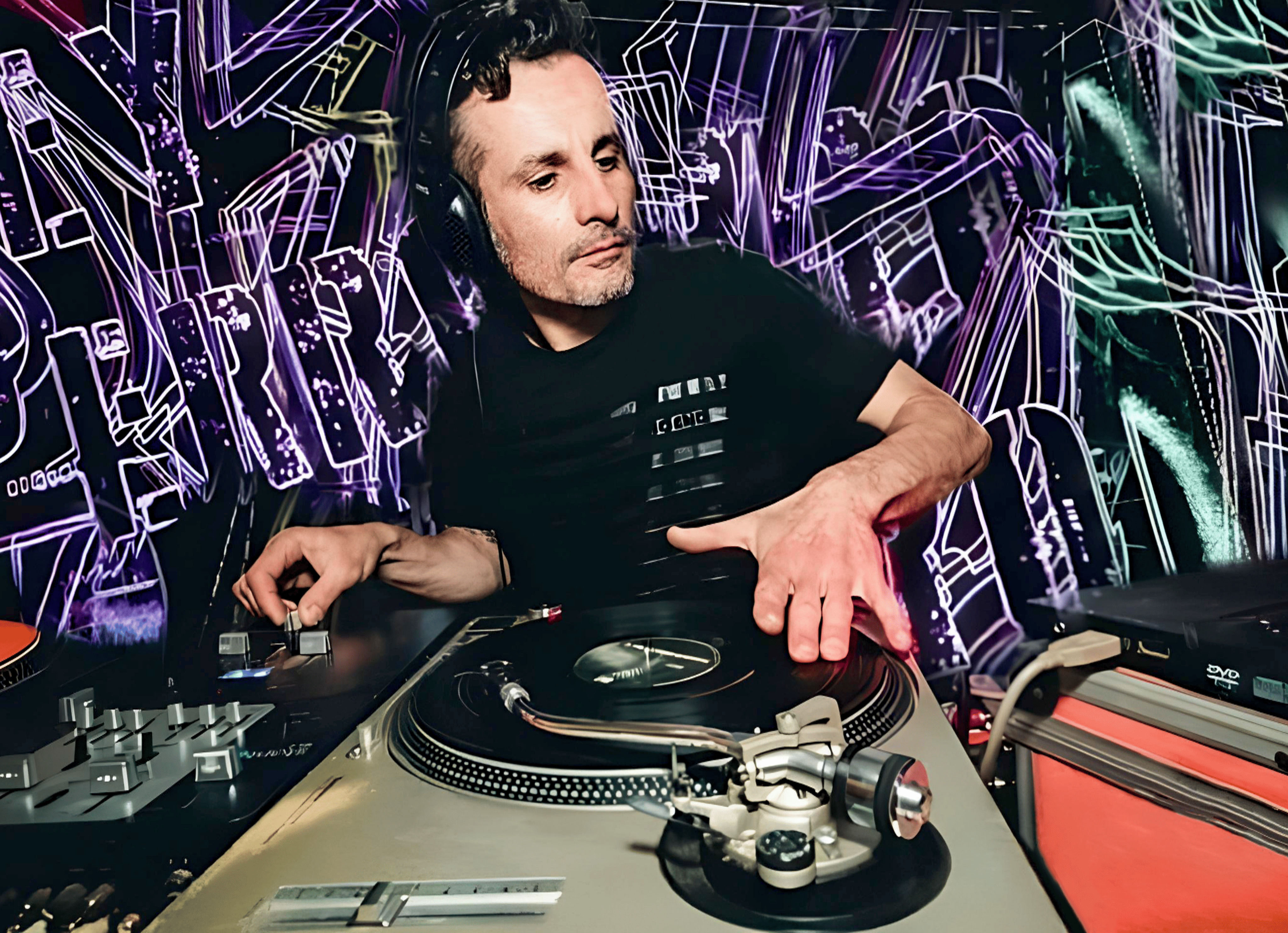
Dj ADN raspando en vivo.

## Historia
Mala Semilla surgió en el colectivo independiente Lavadero Records, en Rosario, cuando el Hip Hop argentino aún carecía de una escena consolidada. El grupo promovió desde sus inicios la filosofía DIY (hágalo usted mismo), siendo artistas autodidactas que no solo se encargaron de la producción musical, sino también del aspecto visual, incursionando en la realización de videoclips, diseño gráfico y fotografía artística.
Su video musical “Lirikos…” fue el primer videoclip de hip hop producido en Rosario (Santa Fe), y uno de los primeros a nivel nacional, marcando un hito en la historia audiovisual del rap argentino.
El grupo participó en recopilatorios internacionales con edición física, entre ellos *Opresión Expresión* (Francia-Bélgica), donde compartió espacio con artistas de proyección mundial, como Orishas, Control Machete, Rocca, Makiza; y *Hip Hop Solo en Español* (España), junto a figuras como Vico C, Violadores del Verso, Nach, SFDK, Mala Rodríguez y Morodo. Esto ocurrió en momentos en los que el Hip Hop argentino aún no tenía una cultura sólida.

Entre sus presentaciones destacadas figura su actuación en vivo en MuchMusic TV (2005), donde mostraron su potencia escénica en directo, combinando lírica, scratch y sonido en crudo. El video de esta presentación está disponible en YouTube. El grupo se presentó en distintos puntos del país, como Buenos Aires, Córdoba y Santa Cruz, incluido el TequilaFest junto a Apache y Ali A.K.A. Mind entre otros. Internacionalmente, compartieron cartel con SFDK en España.
El trabajo investigativo difundido por Encuentros Latinoamericanos también hace alusión a lo mencionado anteriormente al confirmar que el grupo se afianzó en Rosario en el transcurso de la segunda mitad de la década de los noventa, con la presencia de Payador Urbano (TextoPerfectoPay) y DJ ADN, reafirmando su origen en la escena local.

## Estilo musical y legado
Mala Semilla se caracteriza por un estilo creativo múltiple que varía de composición en composición, distinguido por la creación de letras con un marcado contenido poético, desarrolladas mediante una técnica meticulosa y perfeccionista, con un uso del lenguaje gramaticalmente correcto y estilísticamente preciso; todo ello, siempre acompañado del clásico "collage artesanal" que aporta DJ ADN mediante la manipulación del vinilo.
Según el análisis publicado en la revista académica Encuentros Latinoamericanos, Mala Semilla desarrolla un rap de ars poetica, en el que sobresalen construcciones reflexivas y técnicas, con complejas rimas internas, aliteraciones y estructuras extensas, dotando a sus letras de un riguroso trabajo poético.
En los comienzos Payador Urbano (fiel a su nombre) fue el primer freestyler verdadero en la ciudad de Rosario. En un contexto en el que el término “freestyle” o "estilo libre" se utilizaba para referirse a letras escritas para la ocasión (en vivo) se destacó por sus improvisaciones genuinas, registradas en diversos eventos, especialmente en aquellos realizados en el distrito oeste de la ciudad.
Posteriormente fue uno de los primeros en implementar rimas multisilábicas en castellano, logrando además componer obras con rima absoluta, manteniendo coherencia narrativa y su característico respeto por la gramática.
DJ ADN, como contraparte esencial de la agrupación, es considerado un referente del turntablism/scratch en Argentina. 
El grupo también fue pionero en integrar el hip hop con el deporte urbano, como el básquet callejero, tanto es así que con su canción Asfalto/Calle 6 logró aparecer en el especial "música y deportes" del conocido magazín Rolling Stone junto con los artistas Bahiano y Walas (Massacre).

## Actividad social y cultural
Mala Semilla ha promovido el Hip Hop como herramienta educativa y social, brindando talleres de escritura y freestyle en escuelas de Rosario.
En 2012 se concretó la participación en el evento solidario Una Rima Para Tu Educación, destinado a recaudar fondos para escuelas de Rosario, donde DJ ADN integró la organización junto a otras bandas de Hip Hop.
En 2018 participaron en Poesía plebeya, publicando Lección de rimas perfectas en formato papel (tríptico) mediante la editorial Rita Cartonera.
A lo largo de su extensa trayectoria, Mala Semilla ha sido reconocida por su compromiso social y su postura independiente. Según lo publicado en TiempoSur, el grupo promueve “un mensaje de no consumismo y conciencia social”, fundamentando su trabajo en la práctica de la autosuficiencia en todas las áreas creativas.
En la nota también se menciona que la agrupación dejó una huella significativa en la escena local del rap, marcando a toda una generación.
En términos culturales, la fuente Encuentros Latinoamericanos aporta además una mirada sobre los elementos simbólicos del grupo, señalando que el seudónimo «Payador Urbano» funciona como un oxímoron intencional que articula la figura tradicional de la payada rural con el entorno urbano y la estética del rap, simbolizando la fusión entre herencia cultural argentina y modernidad.

## Discografía destacada
- Arte de la calle (1998)
- Forjando fortalezas (2001)
- El Cielos es Rosa y Todos Somos Felices (2004)
- Sencillos y videoclips: Lección de rimas perfectas, Sueño Persa, Remadores del Infortunio, En medio del basural, Corazones ConCeros, Metiendo y Sacando, Leyendas Vivientes, etc.

El tema «Lección de rimas perfectas», con una duración de 19 minutos y 28 segundos, ha sido destacado por Encuentros Latinoamericanos como un ejemplo paradigmático del estilo del grupo, por la complejidad de sus rimas, la riqueza en el uso del lenguaje y la estructura inusual de la pieza.